# Ahmed Gagaâ
Ahmed Gagaâ (en arabe : أحمد قعقع) est un footballeur algérien né le 21 décembre 1994 à Sétif. Il évolue au poste de milieu défensif à l'USM Khenchela.

## Biographie

### En club
Né le 21 décembre 1994, Gagaâ est formé au Paradou AC.
En janvier 2015, Gagaâ est prêté par le Paradou AC à l'USM Bel Abbès pour la seconde moitié de la Ligue Professionnelle algérienne 1 2014-15. Le 24 janvier, il fait ses débuts professionnels en entrant comme remplaçant à la 66e minute dans un match de championnat contre l'ES Sétif. Il dispute ensuite 13 matches de championnat au cours de la saison, dont 12 en tant que titulaire, mais n'est pas en mesure d'aider Bel-Abbès à éviter la relégation.
En juin 2015, Gagaâ est de nouveau prêté par le Paradou AC, cette fois à la JS Kabylie, pour la saison 2015-16.
Il revient au Paradou AC en 2016, et réalise l'accession en Ligue Professionnelle 1 algérienne avec son équipe.
Il joue ensuite en faveur du CS Constantine. Il participe avec cette équipe à la Ligue des champions d'Afrique lors de la saison 2018-2019.
En juin 2019, il rejoint le CA Bordj Bou Arreridj. Le 22 février 2020, il inscrit son premier but en première division, lors de la réception de son ancien club, le CS Constantine.

### En équipe nationale
Le 19 mai 2015, Gagaâ fait ses débuts avec l'équipe d'Algérie des moins de 23 ans, en débutant par un match amical contre le Soudan.
Il participe ensuite à la Coupe d'Afrique des nations des moins de 23 ans 2015 organisée au Sénégal.
En 2017, il participe avec l'équipe algérienne aux Jeux de la solidarité islamique organisés à Bakou. L'Algérie obtient la médaille de bronze en se classant troisième position. Gagaâ est alors le capitaine de l'équipe. Il se met en évidence en marquant deux buts, contre la Turquie et le Cameroun.

## Palmarès

### En club
CS Constantine
- Championnat d'Algérie (1) :
  - Champion : 2018.

 Paradou AC
- Championnat d'Algérie D2 (1) :
  - Champion : 2017.

### En sélection
- Finaliste de la CAN U23 2015 avec l'équipe d'Algérie olympique.
- Médaille de bronze  aux Jeux de la solidarité islamique de 2017